# Барселона C
«Барсело́на C» (исп. и кат. FC Barcelona “C”) — испанский футбольный клуб из одноимённого города, расформированный 2 июля 2007 года. Молодёжная команда проводила свои домашние матчи на стадионе Мини Эстади.

## История
Клуб был основан в 1967 году как «Barcelona Amateur», в 1993 был переименован в «Барселона C». Последний сезон клуб провёл в четвёртом дивизионе. В отличие от английской лиги, молодёжные команды Испании не играют в отдельной лиге и находятся в одной футбольной пирамиде. Однако молодёжные и резервные команды не могут играть в одном дивизионе друг с другом.
Они не имели права подняться на дивизион выше, так как в нём уже играла «Барселона B». Президент клуба Жоан Лапорта решил не заявлять команду на сезон 2007/08, после того как «Барселона B» опустилась на дивизион ниже.

## Достижения
- Терсера Дивизион
  -  Чемпион (3): 1983/84, 1986/87, 1997/98
  -  Вице-чемпион: 1989/90
- Кубок Каталонии
  -  Победитель: 1984
- Campeonato de España de Aficionados
  -  Победитель (6): 1949, 1952, 1961, 1971, 1980, 1982
  -  Финалист (8): 1944, 1945, 1962, 1963, 1965, 1966, 1967, 1968

## Известные игроки
- Лионель Месси
- Карлес Пуйоль
- Виктор Вальдес
- Микель Артета
- Педро Родригес
- Пепе Рейна